# Schloss Pouch

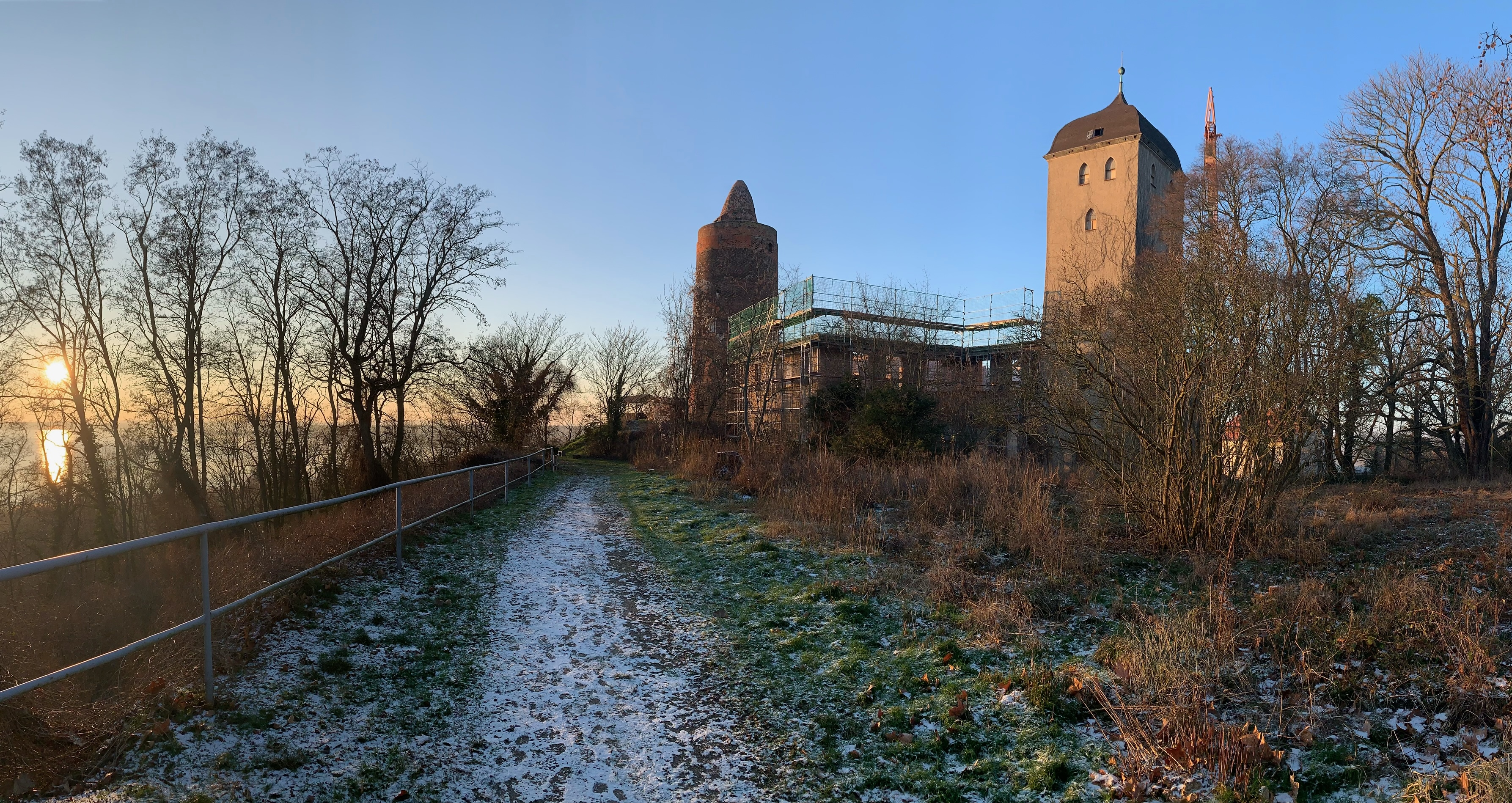
Schloss Pouch, 2024

Schloss Pouch (Aussprache mit Dehnungs-u: [pʰoːx] bzw. Pohch) befindet sich in Pouch als einem Ortsteil und Verwaltungssitz der Gemeinde Muldestausee im Landkreis Anhalt-Bitterfeld in Sachsen-Anhalt. Vorläuferanlage des Schlosses war eine bereits im Jahr 981 bestehende Burg am Ufer der Mulde. Heute liegt das Schloss am Ufer des als Tagebaurestsee neu entstandenen Großen Goitzschesees. Das denkmalgeschützte Schloss ist eine weithin sichtbare Landmarke.

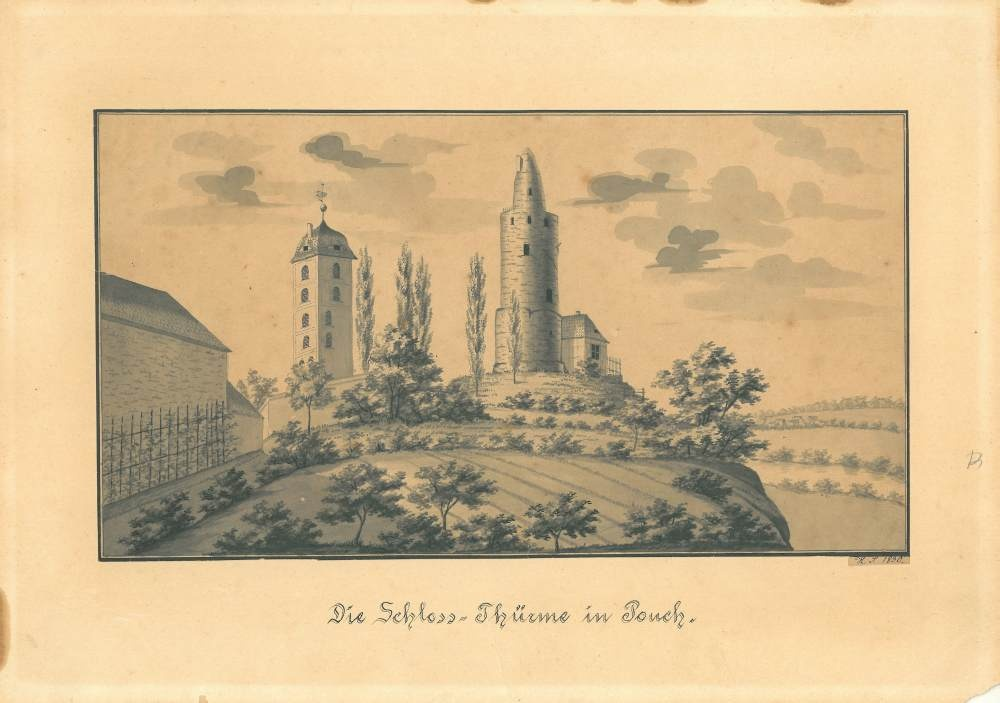
Die Schloss-Türme in Pouch, 1830

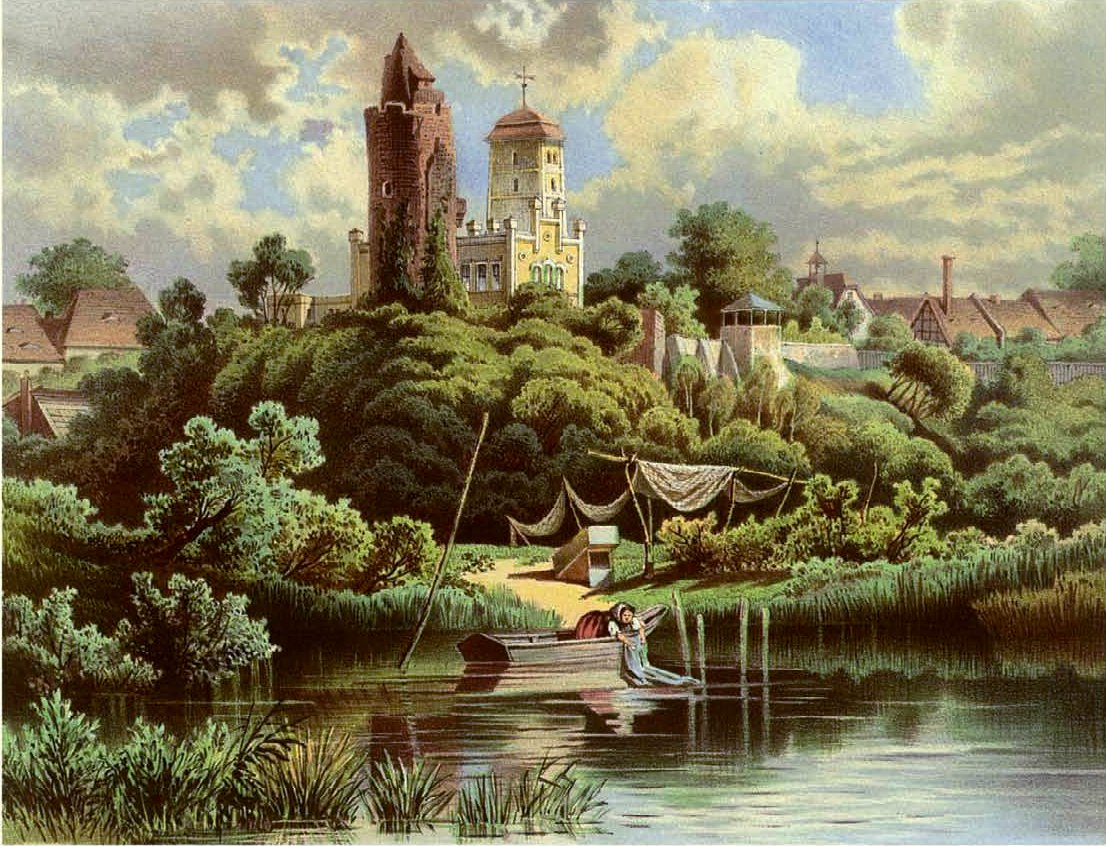
Schloss Pouch nach Duncker, 1873

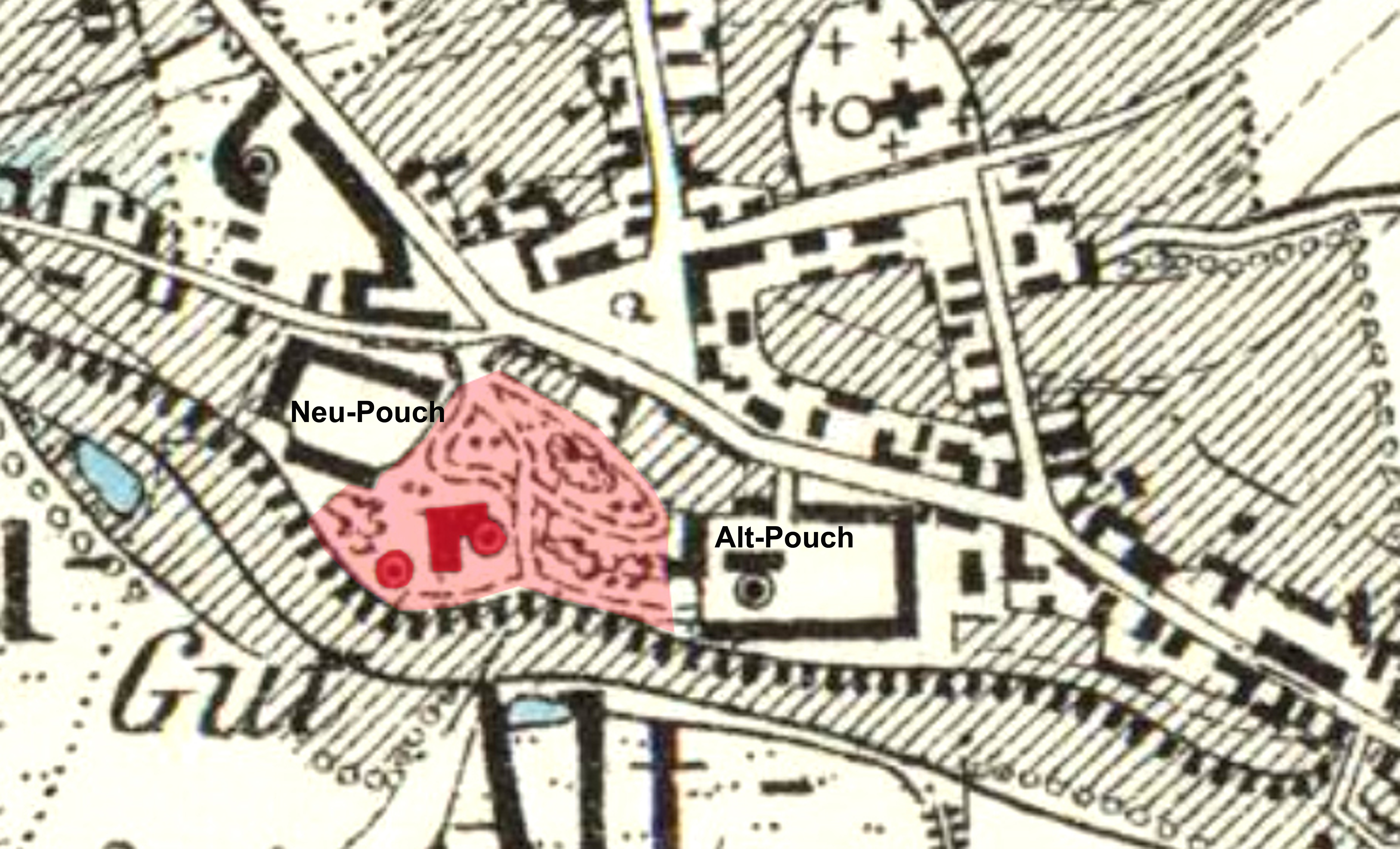
Kartenausschnitt mit Schloss Pouch, 1904

## Geschichte
Im 10. Jahrhundert wurde das eroberte slawische Siedlungsgebiet durch zahlreiche deutsche Burgwarde entlang der Mulde befestigt, so auch an der Stelle einer Burg als Vorläufer des heutigen Schlosses in Pouch. Die Ersterwähnung der Burg im Jahr 981 ist aus der Chronik des Bischofs Thietmar von Merseburg bekannt. Die Burg maß etwa 50 × 80 Meter und hatte einen hölzernen Wehrturm. Der Steilhang zur Mulde sicherte die Burg auf natürliche Weise nach Westen und Süden. An ihrer Nord- und Ostseite wurde die Anlage durch mit Palisaden bewehrte Wälle und durch Gräben gesichert. Reste davon sind noch heute im Schlosspark erhalten.
Im 13. Jahrhundert wurde der hölzerne Wehrturm durch den bis heute existierenden so genannten „Roten Turm“ ersetzt. Mit der Entwicklung der Waffentechnik verlor die Burg ihre einstige militärische Bedeutung und wandelte sich allmählich zum Wohnschloss mit drei Türmen und den Wohn- und Wirtschaftsgebäuden. Im Dreißigjährigen Krieg wurden der Ort Pouch und das Schloss geplündert und niedergebrannt. Um 1800 wurde ein weitläufiger Landschaftspark angelegt. Nach einem 1816 durch Blitzschlag ausgelösten Brand blieben nur der Rote Turm und der östlich gelegene zweite Wohnturm erhalten. Mitte des 19. Jahrhunderts gehörte dem Grafen Wilhelm zu Solms-Sonnenwalde sowohl Schloss Sonnewalde in der Niederlausitz wie auch Schloss Pouch, Hauptwohnsitz blieb lange Sonnewalde. Mehrfachbesitzer aller Güter oder Teilinhaber dessen waren auch die Grafen Theodor zu Solms-Sonnewalde und sein Sohn Peter zu Solms-Sonnenwalde.
Nach der Vereinigung der beiden Herrschaften Alt- und Neu-Pouch im Jahre 1865 erfolgte eine gründliche Neugestaltung des alten Burgplateaus. 1868 wurde ein neues Schlossgebäude errichtet. 1877 wurden die Außengebäude abgebrochen. 1923 wurde das Äußere des Schlosses verändert. Im Schloss Pouch wohnten bis Ende des Zweiten Weltkrieges Angehörige des Geschlechtes der Grafen von Solms-Sonnewalde.
Nach ihrer Enteignung 1945 wurde das Schloss als Pflegeeinrichtung für alte und psychisch kranke Personen genutzt. 1948 und 1949 wurde südlich des Schlosses der Tagebau Goitzsche aufgeschlossen, wofür die Mulde unterhalb des Burgberges nach Osten verlegt wurde. Nach Schließung des Tagebaus entstand durch Flutung bis 2002 der Große Goitzschesee.
In den 1990er Jahren wurde das im Schloss ansässige Heim geschlossen. Es folgten Jahre des Leerstandes. Für die Expo 2000 wurde das Schloss als Ausstellungsort genutzt, danach stand es wieder leer. 2008 wurde es an ein ortsansässiges Forschungsunternehmen verkauft und 2018 an einen Investor zum Zwecke der Wohnraumschaffung weiterverkauft.
2022 und 2023 fanden archäologische Ausgrabungen des Landesamtes für Denkmalpflege und Archäologie (LDA) Sachsen-Anhalt auf dem Schlossplateau statt, bei denen u. a. der bisher nur aus Schriftquellen bekannte dritte Wohnturm und der Keller eines weiteren Schlossgebäudes östlich der jetzigen Bebauung nachgewiesen werden konnten. 2023 begannen am Schloss die Umbauarbeiten zu Wohnzwecken.

## Gebäude und Anlagen

### Roter Turm
Der Name ist sicherlich auf die roten Ziegel, aus denen er besteht, zurückzuführen. Errichtet wurde er im 13. Jahrhundert als Bergfried und hatte ursprünglich einen Zinnenkranz. Mitte des 15. Jahrhunderts wurden die Zinnen zugemauert und der Turm auf 26 Meter erhöht. Der nur über eine Leiter erreichbare Eingang auf der östlichen Seite wurde ebenfalls zugemauert und in der Südseite ein neuer Zugang angelegt. Vom 15. bis 18. Jahrhundert wurde der Turm als Gericht und Gefängnis (Fronfeste) genutzt. Ende des 19. Jahrhunderts ließ der Besitzer des Schlosses Graf Solms-Sonnenwalde den Turm restaurieren und als Aussichtspunkt ausbauen.

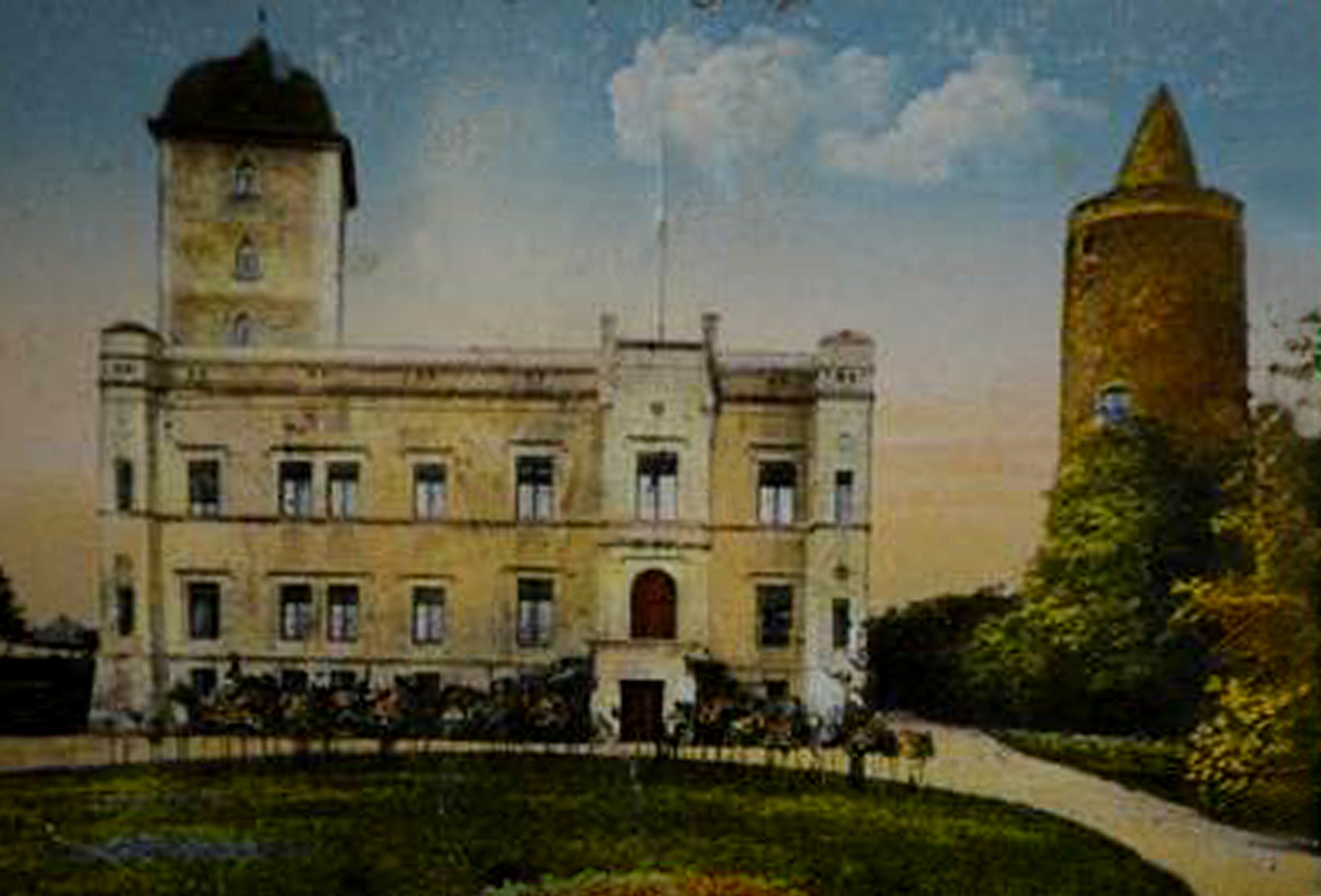
Schloss Pouch mit der Fassade von 1868, Ansichtskarte um 1900

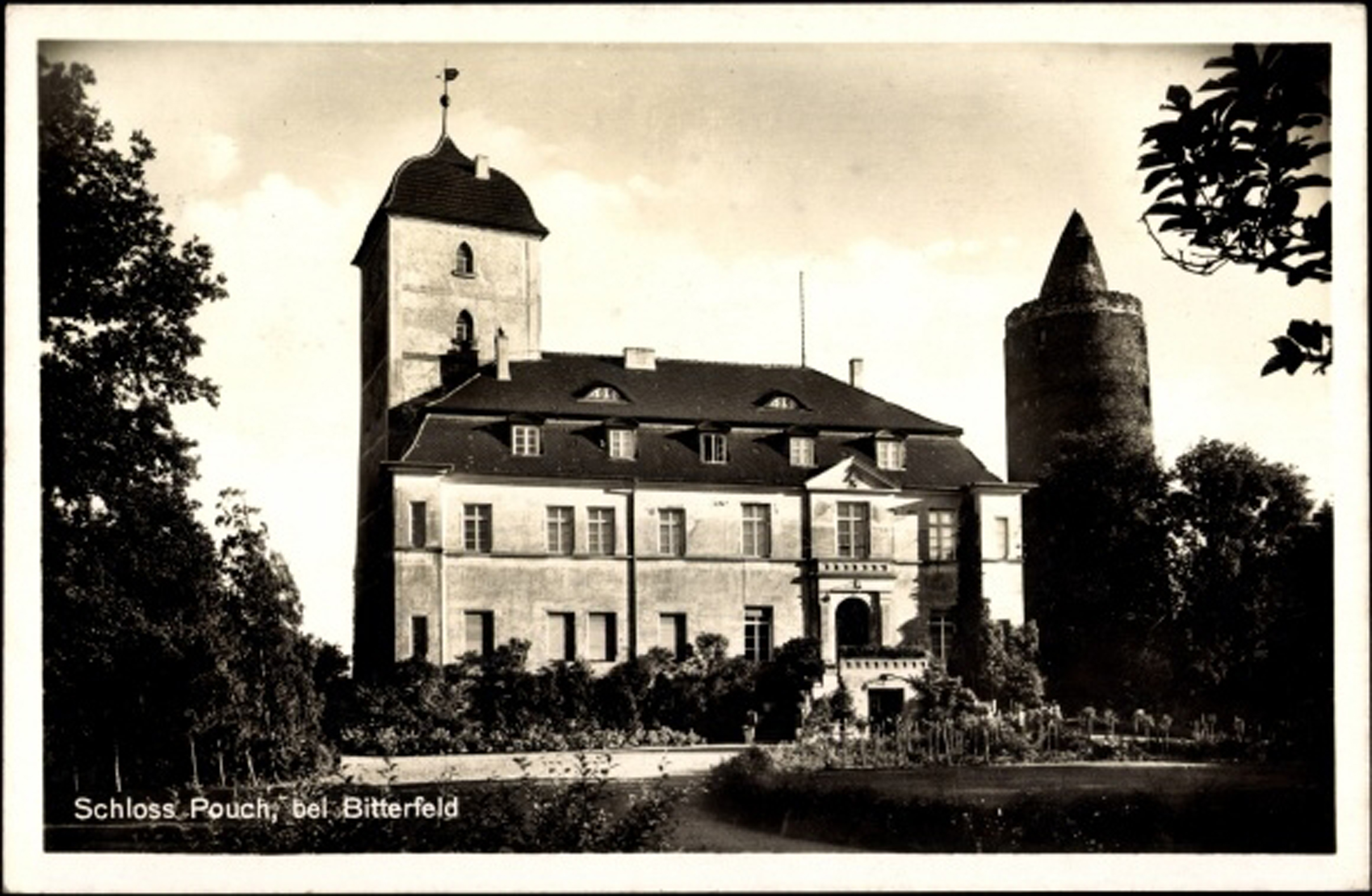
Schloss Pouch nach dem Umbau 1923, Ansichtskarte 1940

Anlässlich der 1000-Jahr-Feier der Ersterwähnung von Pouch im Jahre 1981 wurde eine freitragende Treppe eingebaut. 2016 wurde der Turm wegen der maroden Wendeltreppe gesperrt und nach der Sanierung im Jahre 2018 wieder eröffnet.
Daten:
- Höhe: 26 Meter
- Höhe bis Aussichtsplattform: 20 Meter (105 Stufen)
- Mauerdicke am Fuß: 3,0 Meter
- Lichte Weite innen: 2,25 Meter (3,25)

### Schloss
Ursprung des Schlosses ist die oben erwähnte Burganlage aus dem 10. Jahrhundert, deren Befestigungen neueren Erkenntnissen zufolge schon aus dem 9. Jahrhundert stammen. Das Schloss bestand im 15. Jahrhundert neben dem runden „Roten Turm“ aus zwei Wohntürmen über viereckigem Grundriss, dem Haupthaus der Burgherren und einigen Nebengebäuden. 1670 ließ Otto Heinrich zu Sonnenwalde, der zur Solms`schen Familienlinie Sonne(n)walde-Pouch gehörte, an Stelle des 1637 im Dreißigjährigen Krieg abgebrannten Schlossgebäudes ein neues errichten.
Im Jahre 1816 schlug der Blitz ein, wodurch einer der Wohntürme mit dem ganzen Ostflügel des Schlosses abbrannte. Die Reste wurden abgetragen und nicht wieder aufgebaut. Danach existierten für eine Weile nur der Rote Turm und der wegen seines Verputzes auch „Weißer Turm“ genannte Wohnturm aus dem 14. Jahrhundert. Der rechteckige fünfgeschossige Turm hat spitzbogige Fenster und eine geschweifte Haube.
1868 wurde an Stelle der zerstörten Bauten, vermutlich unter Verwendung der Kellermauern, ein zweigeschossiges neogotisches Schlossgebäude mit zwei Flügeln erbaut. Es hat über einem hohen Kellergeschoss zwei Wohngeschosse. In den Nordflügel wurde der aus dem 14. Jahrhundert stammende Wohnturm integriert.
1923 erhielt das Schloss das bis 2023 bestehende Ziegelmansardwalmdach, die Fassade wurde vereinfacht.
2023 begann der Ausbau des Schlosses zu Wohnungen.

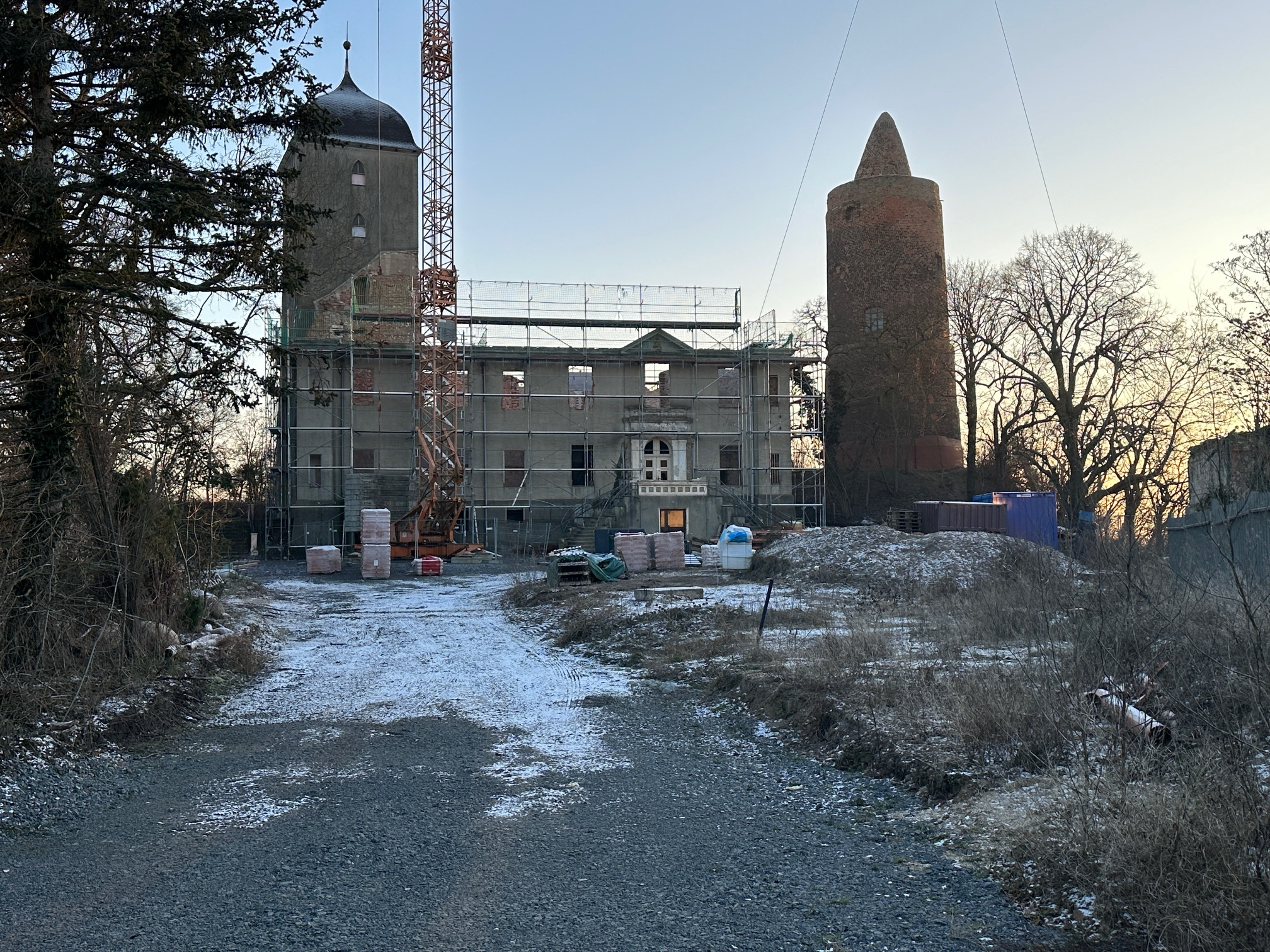
Schloss Pouch, ohne Dach und entkernt, links und rechts die mittelalterlichen Türme, 2024
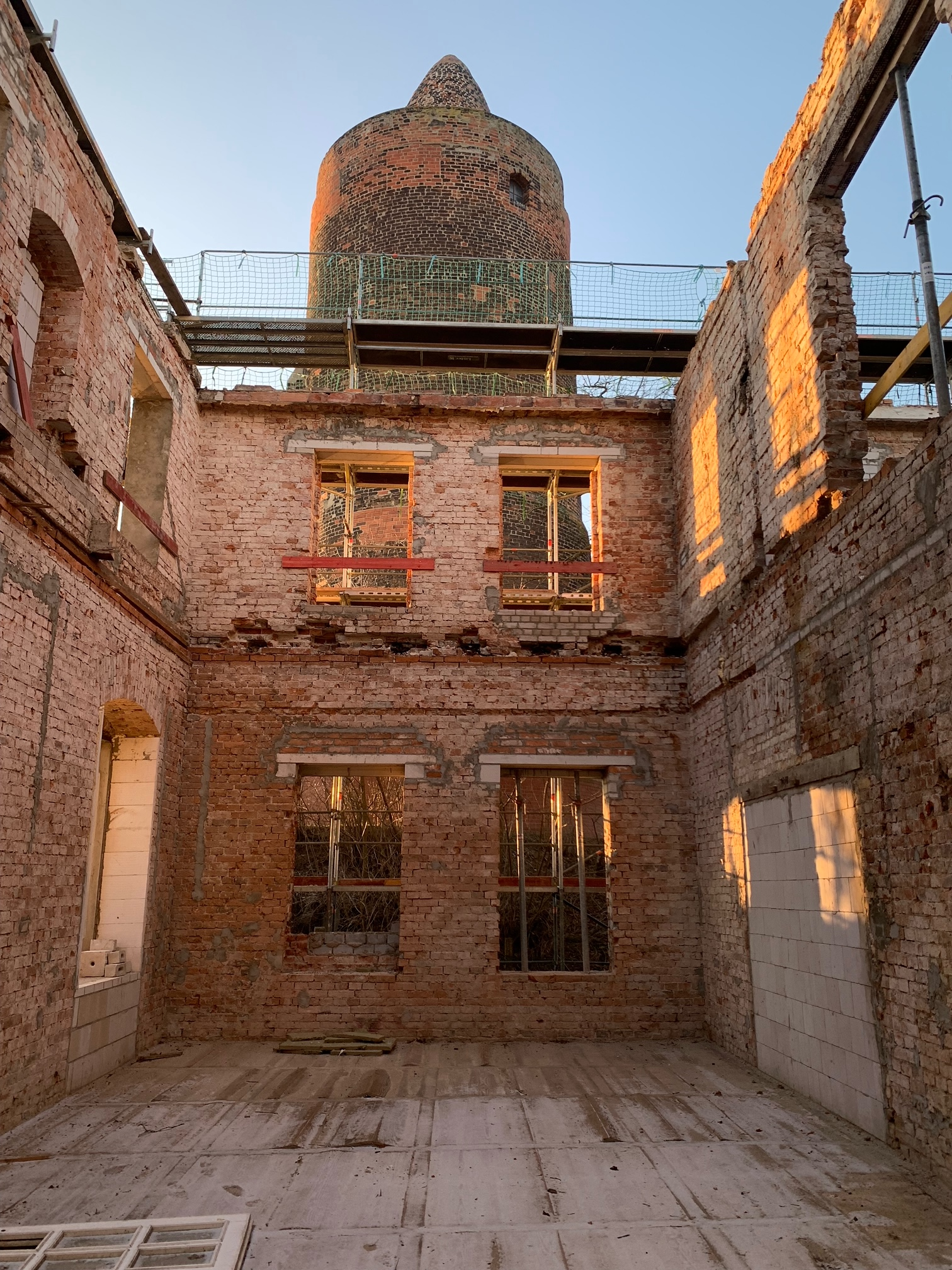
Schloss Pouch, entkernter Schlossflügel, Blick zum Roten Turm, 2024
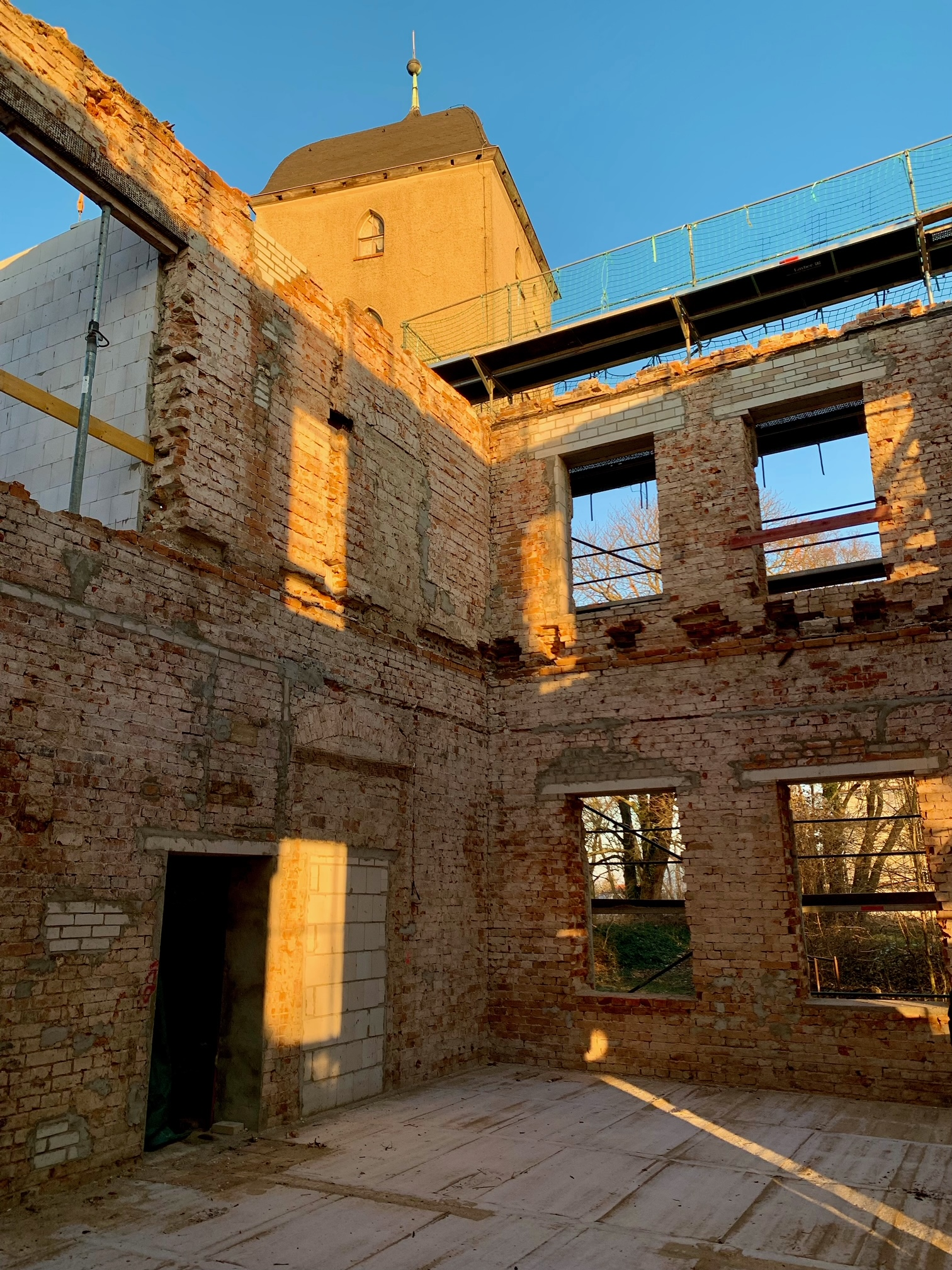
Schloss Pouch, entkernter Schlossflügel, Blick zum mittelalterlichen Wohnturm, 2024

### Rittergüter und Wirtschaftsgebäude
Von den Wirtschaftsgebäuden des ehemaligen Rittergutes ist die Ruine einer Scheune nördlich des Schlosses erhalten. Das Rittergut Neu-Pouch hatte 1922 einen Umfang von 547 ha, Alt-Pouch von 629 ha.

### Schlosspark
Um 1800 wurde ein weitläufiger Landschaftspark angelegt, der entsprechend der Topografie mit dem Burghügel in der Mitte durch Terrassierungen geprägt ist. Im 19. und 20. Jahrhundert erfolgten Veränderungen des 1,2 ha großen Parks.